# Ziziphus lotus

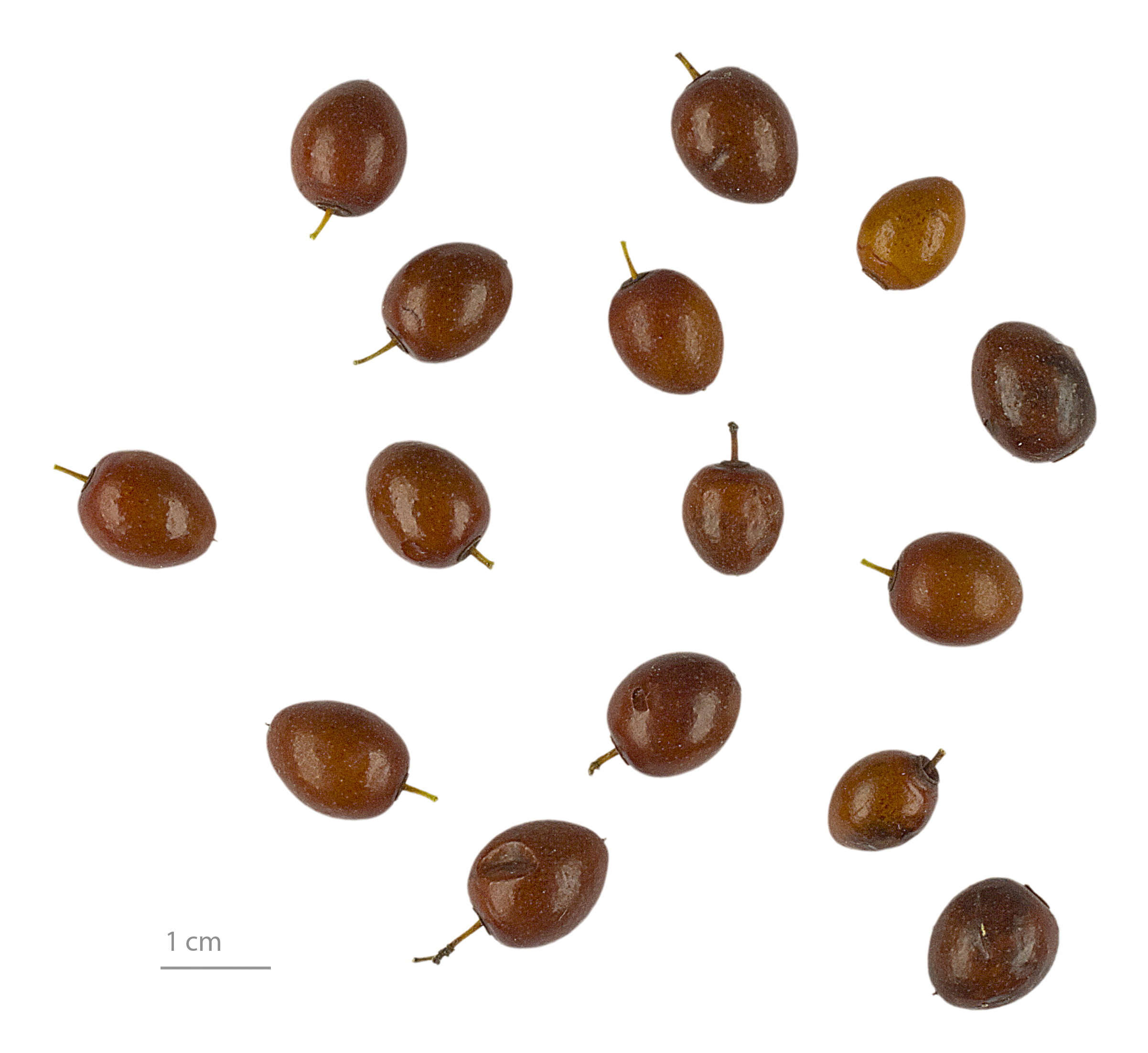
Ziziphus lotus

El ginjoler (Ziziphus lotus) és un arbust caducifoli dins la família Rhamnaceae, originari de la regió mediterrània, incloent el Sàhara i el Marroc. Es troba a la Regió de Múrcia, i al País Valencià la seva presència no ha estat confirmada però és possible al Baix Segura. És dominant en alguns espinars del territori àrid murciano-almerià.

## Descripció
Ziziphus lotus pot arribar a fer de 2 a 5 m d'alt amb les fulles d'uns 5 cm de llargada. És un arbust intricat molt espinós. Té els branquillons grisos i no pas verds com en el cas de Ziziphus jujuba. Les seves espines són estipulars. Les seves flors són grogues i menudes, d'uns 4 mm. El fruit és una drupa, d'1 a 1,5 cm de diàmetre, subglobosa groguenca i comestible. Produeix una sola llavor en forma d'os, llenyosa, amb solcs longitudinals. Els noms àrabs dels fruits són: nabk, sidr, rubeida, nbeg a Tunísia i annab al Líban.
Està estretament relacionat amb Ziziphus zizyphus (Jujube), i sovint es creu que és l'arbre del Lotus de la Mitologia grega.

## Vida i reproducció
A l'hemisferi nord floreix a l'estiu (entre juny i juliol) i els fruits maduren a la tardor (entre setembre i octubre).

## Usos
El fruit s'usa per a l'alimentació humana, com a fruita de taula, fresc o dessecat, preparat com a melmelada. A Tunísia, aquesta planta és coneguda amb el nom de sedra (‘sidr’). La farmacologia defineix dos alcaloides, les lotusines A(1) i D(2), de propietats narcòtiques, com a principis actius d'aquest «lotus».

## Taxonomia
Ziziphus lotus va ser descrita per (Carl von Linné) Lam. i publicat a Actes de la Société d'Histoire Naturelle de Paris 1788: 443, t. 21, l'any 1788.
Etimologia
Ziziphus: nom genèric que deriva, segons una font, del nom persa zizfum o zizafun, encara que la raó de la seva aplicació és desconeguda, i una altra font diu que ve de zizouf, el nom àrab de Ziziphus lotus, un arbre caducifoli arbustiu del Mediterrani. Plini el Vell aparentment utilitza el nom en llatí de Zizyphus per al ginjoler. Tanmateix prové del caràcter zigzaguejant de les seves branques.
lotus: epítet
Sinonímia
- Rhamnus lotus L.	[7]